# Ephesia grammata
Les Ephesia grammata (du grec ancien Ἐφέσια γράμματα), littéralement les « formules d'Éphèse » sont l'une des plus célèbres formules magiques de l'Antiquité.
Déjà connues au milieu du IVe siècle av. J.-C., les Ephesia grammata à proprement parler sont au nombre de six. Elles nous sont connues par deux auteurs de l'ère chrétienne, Clément d'Alexandrie et Hésychios, qui citent tous deux le pythagoricien Androcyde : ἄσκιον, κατάσκιον, λίξ, τετράξ, δαμναμενεὐς et αἴσια (αἴσιον chez Hésychios).
Selon la tradition, elles sont, à l'instar de l'hexamètre dactylique, l'œuvre des Dactyles du mont Ida. Pausanias le Grammairien indique qu'elles sont gravées sur les pieds, la ceinture et la couronne d'Artémis, c'est-à-dire la statue de culte du temple d'Artémis à Éphèse. Elles semblent en réalité avoir une origine phrygienne ou crétoise, sans lien initial avec l'Artémis d'Éphèse, qui n'est pas une déesse de la magie. On a suggéré que l'adjectif ephésia ne se rattachait pas initialement à Éphèse, mais provenait du verbe ἐφίημι / ephíêmi, au sens de « lâcher, relâcher » ou encore du babylonien epêšu, « ensorceler ».
La fonction des Ephesia grammata est, de manière générale, de prévenir le malheur. Elles peuvent être invoquées oralement ou être inscrites sur une amulette en cuir ou en bois portée autour du cou. Selon Plutarque, les mages conseillent aux possédés de réciter les formules pour chasser le démon. Une anecdote rapportée par plusieurs grammairiens met en scène un boxeur éphésien portant les Ephesia grammata  inscrits sur une amulette à la cheville ; il bat à plusieurs reprises son adversaire milésien aux Jeux olympiques jusqu'à ce qu'on découvre le pot aux roses. Sans son amulette, l'Éphésien est facilement battu.
Si lexicographes de l'Antiquité s'accordent à reconnaître que les Ephesia grammata n'ont aucun sens, la croyance populaire en fait parfois le nom d'entités puissantes auxquelles s'adresse la personne qui les implore. Ainsi, une tablette en plomb du IVe siècle av. J.-C. provenant de Crète invoque la protection d'Aski Kataski, Lix, Tetrag et Damnameneu, présentés comme des esprits bienfaisants ; Lix en particulier est un esprit du vent, le don de Zeus, la brise du soir qui apporte la fraîcheur. Dans le Testament de Salomon, un apocryphe du IIIe - IVe siècle, on retrouve Lix, décrit cette fois comme un vent mauvais qui apporte la fièvre.
Peu de livres magiques ont été retrouvés à Éphèse. Une grande partie a sans doute été détruite au début de l'ère chrétienne, comme en témoigne un passage des Actes des apôtres situé précisément dans cette cité :
« Et un certain nombre de ceux qui avaient exercé les arts magiques, ayant apporté leurs livres, les brûlèrent devant tout le monde: on en estima la valeur à cinquante mille pièces d'argent. »